# Emiedrite
L'emiedrite è un minerale raro, un cromo-silicato di piombo e zinco, avente formula Pb10Zn(CrO4)6(SiO4)2(F,OH)2.
Esso forma una serie con l'analogo minerale del rame iranite.

## Abito cristallino
L'emiedrite è stata così chiamata per la morfologia emiedrica dei suoi cristalli.

## Origine e giacitura
L'emiedrite è stata descritta per la prima volta nel 1967 in riferimento ai rinvenimenti nella miniera di piombo e argento di Florence, nel Ripsey District, Tortilla Mountains, Contea di Pinal, Arizona.
Campioni di hemihedrite sono stati rinvenuti in parecchi distretti minerari dell'Arizona e uno nel Nevada.
Alcuni campioni provengono anche dalla regione di Antofagasta del Cile e dal Distretto Anarak della Provincia di Esfahan, in Iran.

## Forma in cui si presenta in natura
Questo minerale si rinviene in vene ossidate che contengono galena, sphalerite e pirite.
Fra i minerali secondari associati vi sono cerussite, phoenicochroite, vauquelinite, willemite, wulfenite, galena, sphalerite, pirite, tennantite e calcopirite.